# Hicham al-Hachemi
Hicham al-Hachemi (en arabe : هشام الهاشمي), né le 9 mai 1973 à Bagdad (Irak) et mort le 6 juillet 2020 dans la même ville, est un analyste irakien spécialiste du djihadisme.

## Biographie

### Travaux
Spécialiste du djihadisme et de l'État islamique, Hicham al-Hachemi apparaît dans des médias locaux et internationaux pour commenter la politique irakienne et l'activité des groupes djihadistes et des milices pro-iraniennes au cours de la seconde guerre civile irakienne,. Proche du président Barham Salih et membre du groupe d’experts Iraq Advisory Council, il est également consulté par de nombreuses chancelleries et personnalités politiques irakiennes et intervient dans des médiations de réconciliation entre communautés irakiennes,. Il écrit pour le Chatham House à Londres et le Center for Global Policy à Washington,.
Hicham al-Hachemi est le premier chercheur à mettre en évidence le rôle joué par d'anciens officiers de Saddam Hussein dans l'émergence de l'organisation Etat islamique.

### Engagement
En 2019, il apporte son soutien aux manifestations réclamant une refonte totale du système politique irakien et dénonce la mainmise de l'Iran sur le gouvernement irakien. La répression, menée principalement par les milices pro-iraniennes des Hachd al-Chaabi, fait environ 600 morts et des dizaines de militants sont assassinés par des hommes armés, souvent à bord de mobylettes, près de leur domicile. Dès septembre 2019, Hicham al-Hachemi est lui-même menacé de mort, ainsi que 13 autres personnalités irakiennes, par des groupes en ligne pro-Iran l'accusant d'être « traître à la patrie », « pro-Israël » et « pro-Américains »,. Il fait également état par la suite de menaces venant des Kataeb Hezbollah. 

### Assassinat et enquête
Le 6 juillet 2020, Hicham al-Hachemi est assassiné devant son domicile dans le quartier de Zayouna (en) à l'est de Bagdad,. Alors qu'il s'apprête à monter dans sa voiture, il est grièvement blessé par trois hommes armés à bord de deux mobylettes qui lui tirent quatre balles à bout portant dans la tête. Il succombe à l'hôpital. L'attaque n'est pas revendiquée, mais les milices chiites pro-iraniennes sont soupçonnées,. 
L'assassinat est dénoncé par la représentante de l'ONU en Irak Jeanine Hennis-Plasschaert, tandis que l'AFP écrit que  « sur les réseaux sociaux, les messages de condoléances à sa famille et les éloges pleuvaient, tant à un expert reconnu [...] qu’à un homme apprécié pour son humour et sa modestie ».
Le 16 juillet 2021, quatre personnes identifiés comme les assassins sont arrêtées, dont le tireur, Ahmed Hamdawi Oueid — ou Ahmed Hamdawi el-Kenani — un policier irakien de 36 ans proche des Kataeb Hezbollah,.
Le 7 mai 2023, Ahmed Hamdawi Oueid est jugée coupable du meurtre de Hicham al-Hachemi et est condamné à la peine de mort par un tribunal pénal irakien.  